# Janneke Johanna Landman
Janneke Johanna Landman (Rotterdam, 14 juli 1919 - Ede, 6 oktober 2007) was een voorvechter voor de dovenwereld en voorzitter van de toenmalige Dovenraad, de voorloper van het huidige Dovenschap. 
Ze werd doof geboren als kind van eveneens dove ouders. Als klein kind ging zij naar de Dovenschool. Na de Tweede Wereldoorlog werd Landman bestuurslid van de Dovenraad en werkte ze als adviseuse voor Dovensport. Wegens haar inzet kreeg zij het erelidmaatschap van de KNDSB toegewezen. Later werd ze voorzitter van de Dovenraad. Zij speelde een belangrijke rol in besprekingen tussen de KNDSB, de NBDV en de NCBD. 
In de herfst van 2007 overleed Janneke Johanna Landman op 88-jarige leeftijd in het Bejaardentehuis voor Doven, De Gelderhorst.